# Ama Corona
Ama Corona est une corona, formation géologique en forme de couronne, située sur la planète Vénus par -45,7° S et 278,2° E. Elle est localisée dans le quadrangle de Themis Regio. Elle a été nommée en référence à Ama, déesse de la naissance Jukun (Nigéria), personnification de la terre. 

## Géographie et géologie
Ama Corona couvre une surface circulaire d'environ 300 km de diamètre. 